# Khon Kaen (provins)
Khon Kaen (thai: ขอนแก่น) är en thailändsk provins (changwat). Den ligger i Isan, den nordöstra delen av Thailand. Provinsen hade år 2000 1 733 434 invånare på en areal av 10 886 km². Provinshuvudstaden är Khon Kaen.

## Administrativ indelning
Provinsen är indelad¨i 26 distrikt (amphoe). Distrikten är i sin tur indelade i 198 subdistrikt (tambon) och 835 byar (muban).